# Hirtomurex
Hirtomurex là một chi ốc biển, là động vật thân mềm chân bụng sống ở biển thuộc họ Muricidae, họ ốc gai.

## Các loài
Các loài thuộc chi Hirtomurex bao gồm:
- Hirtomurex marshalli Oliverio, 2008[3]
- Hirtomurex tangaroa Marshall & Oliverio, 2009[4]
- Hirtomurex taranui Marshall & Oliverio, 2009[5]
- Hirtomurex teramachii (Kuroda, 1959)